# Максиміліан фон Федер
Максиміліан Крістіан Федер, з 1858 року — фон Федер (нім. Maximilian Christan Feder von Feder; 31 березня 1802, Абсберг — 28 січня 1869, Аугсбург) — німецький воєначальник і дипломат, генерал-лейтенант Баварської армії.

## Біографія
Син фінансового радника. Після закінчення Мюнхенського кадетського корпусу він приєднався до артилерійського полку Баварської армії як другий лейтенант 12 жовтня 1822 року. Починаючи з січня 1832 року, він спочатку провів рік у комендатурі фортеці Розенберг, а потім став старшим офіцером на гвинтівковій фабриці Газельмюль. 18 червня 1833 року Федер був призначений для надання допомоги в організації баварського допоміжного корпусу, набраного для грецької служби, який був сформований під час правління принца Отто Баварського як короля Греції. Тимчасово звільнений з баварської армії в кінці липня 1833 для переходу на грецьку службу, він був призначений першим лейтенантом в артилерію грецької армії. Він дослужився до звання майора до середини січня 1834 року і приєднався до Генштабу армії як оберстлейтенант у лютому наступного року.
Наприкінці вересня 1841 року Федор вийшов у відставку, повернувся до Баварії та був відновлений у званні гауптмана в 1-му артилерійському полку Баварської армії наприкінці червня 1842 року. 18 жовтня 1844 року його було переведено до штабу генерал-квартирмейстера, перш ніж повернутися на бойову службу роком пізніше з підвищенням до майора в 4-му єгерському батальйоні. Після п'ятимісячної служби в піхотному лейб-полку Федер був відновлений у 4-му єгерському батальйоні як оберстлейтенант і командир батальйону 9 жовтня 1849 року. З 23 липня 1851 року він командував піхотним полком «Цандт» у званні оберста.
Після того, як наприкінці грудня 1854 року Федер був викликаний з надзвичайною місією в Афіни для продовження дипломатичних відносин між суверенами Баварії та Греції, 21 червня 1855 року він був призначений баварським міністром-резидентом при грецькому дворі. Наприкінці січня 1856 року він був вироблений у генерал-майори.
Наприкінці грудня 1858 року Федер був відкликаний з Греції і призначений комендантом столиці та резиденції Мюнхен 1 січня 1859 року. Після цього пішла посада командира 4-ї піхотної бригади наприкінці квітня 1859 року. У цій якості він був призначений до комісії в Мюнхені наприкінці року для розробки правил навчання піхотним вправам зі зброєю. З 4 квітня 1861 року по 22 січня 1862 року командував 1-ю піхотною бригадою. Згодом його було підвищено до генерал-лейтенанта і призначено генерал-комендантом Аугсбурга. Під час війни з Пруссією Федер керував своїм великим підрозділом, тепер відомим як 2-а піхотна дивізія, у битвах при Кіссінгені, Гельмштадті та Россбрунні у 1866 році.
Федір помер під час виконання службових обов'язків 28 січня 1869 року від серцевого паралічу після чотиритижневої хвороби.

## Нагороди
- Орден «За заслуги» Баварської корони, лицарський хрест (1 січня 1858)[4]
- Орден Спасителя, великий командорський хрест (Грецьке королівство; 28 лютого 1858)[5]
- Орден «За військові заслуги» (Баварія), великий командорський хрест (20 серпня 1866)[6]